# Imamaddin Khalilov
Imamaddin Khalilov (en azéri : İmaməddin Marif oğlu Xəlilov ;né le 23 février 1998 à Gandja) est un athlète azerbaïdjanais  pratiquant de para-taekwondo.

## Carrière
Imamaddin Khalilov est impliqué dans le sport de para-taekwondo depuis 2012.
En mai 2021, Imameddin Khalilov remporte une médaille d'or lors de la finale du tournoi européen de qualification à Sofia et obtient une licence pour les XVIes Jeux paralympiques d'été de Tokyo. Aux Jeux eux-mêmes, Khalilov, qui concoure dans la catégorie des 61 kg, commence par une défaite, s'inclinant face au Russe Daniil Sidorov. Bien qu'il remporte son premier match contre Mitsui Tanaka, il  perd ensuite contre le quadruple champion du monde Bof Kong de France et termine les Jeux à la 7e place.
En 2022, Imameddin Khalilov se produit au Championnat d'Europe inter-Taekwondo et remporte une médaille d'argent.
En août 2023, il participe aux Championnats d'Europe de Para Taekwondo et remporte une médaille d'or dans la catégorie jusqu'à 70 kg. En septembre de la même année, il participe aux Championnats du monde de para-taekwondo et remporte une médaille d'or.
En mai 2024, il participe aux Championnat d'Europe de Para Taekwondo et remporte une médaille d'or.

## Succès aux Jeux paralympiques
Imameddin Khalilov est le porte-drapeau de l'Azerbaïdjan lors du défilé d'ouverture des Jeux paralympiques d'été de 2024. Il représente l'Azerbaïdjan aux Jeux paralympiques d'été de 2024 et est devient le premier champion paralympique de taekwondo paralympique de l'histoire de l'Azerbaïdjan à remporter une médaille d'or dans la catégorie des poids jusqu'à 70 kg.
Par arrêté du président Ilham Aliyev du 10 septembre 2024, Imameddin Khalilov reçoit une récompense de 200 000 manats pour la première place aux XVIIe Jeux paralympiques d'été. Par un autre arrêté présidentiel du même jour, il est également décoré de l'Ordre du Mérite de la Patrie, 1er degré